# Scott Modell 3S
Das Scott Modell 3S von 1934 war ein Motorrad des englischen Herstellers Scott Motor Cycle Company, das erstmals einen Dreizylinder-Zweitaktmotor als Antrieb hatte.
Das Motorrad wurde 1934 der Presse vorgestellt, jedoch erst 1936 in wenigen Exemplaren ausgeliefert. Neun Motorräder dieses Modells wurden gebaut; fünf sollen noch existieren, davon eins in fahrbereitem Zustand.
Neu und zukunftweisend war der von Bill Cull konstruierte, längs eingebaute wassergekühlte Dreizylinder-Zweitaktmotor mit Nasenkolben und Getrenntschmierung. Da jeder Zylinder ein getrenntes Kurbelgehäuse hatte, versorgten drei Ölpumpen den Motor mit Schmierstoff an die Lager und Zylinderwände. Ein an die Auto Union AG verkaufter Motor soll zur Entwicklung von deren Dreizylinder-Zweitakter beigetragen haben.
Das Fahrwerk bestand aus einem üblichen Doppelrohrrahmen mit doppeltem „Rahmenunterzug aus U-Profil-Pressstahl“, der nach damaligem Stand hinten ungefedert war und vorn durch eine Webb-Trapezgabel gefedert wurde.
Entgegen dem Prototyp mit 747 cm³ Hubraum liegt beim produzierten Modell hinter dem Kühler eine Tankattrappe (mit Kühlschlitzen), die Kraftstoffbehälter sind wie Packtaschen beiderseits des Hinterrades angebracht.
| Reifen vorn und hinten | 3.25–19 (hinten auch 3.50–19) |
| Bohrung × Hub          | 73 × 78 mm                    |
| Verdichtung            | 5,8:1                         |
| Vergaser               | 1 Amal, 28 mm                 |
| Zündung                | Batterie-Spulenzündung        |
| Tankinhalt             | 11 l                          |
| Preis                  | 115 Pfund Sterling            |